# Caka (langue)
Ne doit pas être confondu avec Čaka.
Le caka est une langue bantoïde méridionale tivoïde, parlée dans la Région du Sud-Ouest au Cameroun, dans le département du Manyu, particulièrement dans les villages d'Assaka, Basaka et Batanga de l'arrondissement d'Akwaya.
Avec 5 000 locuteurs en 1983, c'est une langue en danger (6b). 